# Chiesa di San Nicolò Vescovo (Villa di Villa)
La chiesa di San Nicolò Vescovo è la parrocchiale di Villa, frazione di Borgo Valbelluna, in provincia di Belluno e diocesi di Vittorio Veneto.

## Storia
La prima chiesa di Villa fu costruita nel VII secolo, dipendente forse dalla chiesa di San Lorenzo di Zumelle o dalla pieve di Lentiai. Tuttavia, la prima citazione che ne attesta la presenza risale al 1234. Già nel XVI secolo gli abitanti di Villa chiesero che la loro chiesa fosse eretta a parrocchiale; ciò avvenne nel 1633. Tra il 1765 ed il 1766 la chiesa venne ampliata ed il campanile fu riedificato. L'attuale parrocchiale venne edificata in due fasi: tra il 1942 ed il 1943 furono realizzati su progetto di Pietro Vendrami il transetto e il coro, mentre, nel 1945, vennero ricostruite le navate. Nel 1950 fu installato il nuovo altare maggiore. Nello stesso periodo venne rifatto il pavimento e, infine, tra il 2014 ed il 2015 la chiesa subì un intervento di restauro.